# Peperomia lancifolia
Peperomia lancifolia är en pepparväxtart. Peperomia lancifolia ingår i släktet peperomior, och familjen pepparväxter.

## Underarter
Arten delas in i följande underarter:
- P. l. erasmiiformis
- P. l. lancifolia